# Deutscher Brauer-Bund
Der Deutsche Brauer-Bund (DBB) ist der Interessenverband der Brauwirtschaft in Deutschland, in der Rechtsform eines eingetragenen Vereins mit Sitz in Berlin. Der Verband wurde ursprünglich 1871 gegründet, 1934 aufgelöst und 1949 wiedergegründet.

## Geschichte
Seit den 1850er Jahren gab es Bestrebungen, unter anderem durch den Verleger Johann Carl, einen Brauer-Bund zu schaffen. Nach langen Verhandlungen war für den 28. Juli 1870 die Gründung des Brauer-Bundes geplant. Der Ausbruch des Deutsch-Französischen Krieges verhinderte dieses Unterfangen zunächst.
Nach der Ausrufung des Deutschen Kaiserreiches im Jahr 1871 fand die Gründungsversammlung während des Ersten Deutschen Brauertages in Dresden am 27. Juli 1871 statt. An der Versammlung nahmen rund 1000 Brauer aus allen Ländern des Deutschen Kaiserreiches, aus Österreich-Ungarn, dem Russischen Kaiserreich, Schweden, Belgien, Luxemburg, Frankreich, Schweiz und den USA teil. Der erste Präsident wurde Johann Stein. Als Publikationsorgan wurde die Allgemeine Brauer- und Hopfen-Zeitung bestimmt.
In der Zeit des Nationalsozialismus war der Verband von der Gleichschaltung und Umstrukturierung des Verbandswesens betroffen. Durch Verordnung vom 18. April 1935 wurde die Hauptvereinigung der deutschen Brauwirtschaft geschaffen, die im Reichsnährstand aufgehängt war und ihren Sitz in Berlin-Schöneberg hatte, und als  Untergliederungen die Brauwirtschaftsverbände. Daneben gab es die Wirtschaftsgruppe Brauerei innerhalb der Reichsgruppe Industrie der Reichswirtschaftskammer. Beide ersetzten den Brauer-Bund als freien Verband.
Am 1. April 1949 erfolgte die Wiedergründung.
Im Jahr 2021 beging der Deutsche Brauer-Bund sein 150-jähriges Jubiläum und bezog sich in seiner Rechnung damit auf das ursprüngliche Gründungsjahr 1871.

## Aufgaben
Der Deutsche Brauer-Bund verfolgt folgende Aufgaben:
- Wahrnehmung und Förderung der gemeinsamen Interessen der gesamten Brauwirtschaft in der Bundesrepublik Deutschland.
- Förderung eines fairen Wettbewerbs und Bekämpfung des unlauteren Wettbewerbs.
- Förderung des Erfahrungsaustausches insbesondere auf wirtschaftlichem, rechtlichem, betriebswirtschaftlichem und technischem Gebiet.
- Erhaltung und Förderung des guten Rufs des deutschen Bieres und Einsetzung für den Erhalt des Reinheitsgebotes.

Eine Herausforderung ist der seit vielen Jahren leicht rückläufigen Markt: Während in den 1990er Jahren jeder Deutsche noch durchschnittlich über 140 Liter Bier trank, waren es 2016 nur noch gut 104 Liter.

## Mitglieder und Mitgliedschaften
Die Mitglieder teilen sich auf in Mitgliedsverbände und Direktmitglieder. Mitgliedsverbände sind Regionalverbände und Fachverbände der Brauwirtschaft, Direktmitglieder sind Unternehmen und Gruppen der Brauwirtschaft, die mindestens 3,5 Mio. Hektoliter Bierausstoß jährlich aufweisen. Dem Verband gehören heute zwölf Mitglieder an, davon fünf Regionalverbände bzw. Societäten, ein Fachverband und sechs Direktmitglieder.

### Regionalverbände
- Bayerischer Brauerbund
- Brauersozietät Mitte
- Sozietät Norddeutscher Brauereiverbände
- Süd-Westdeutsche Brauersocietät
- Verband Rheinisch-Westfälischer Brauereien

### Fachverband
- Verband der Ausfuhrbrauereien Nord-, West- und Südwestdeutschlands

### Direktmitglieder
- Anheuser-Busch InBev Deutschland
- Bitburger Braugruppe GmbH
- Paulaner Brauerei Gruppe GmbH & Co. KGaA
- Krombacher Brauerei Bernhard Schadeberg GmbH & Co. KG
- Radeberger Gruppe KG
- Warsteiner Brauerei Haus Cramer KG

### Mitgliedschaften
Der Deutsche Brauer-Bund ist selbst Mitglied im Europäischen Brauereiverband und im Lebensmittelverband Deutschland, daneben auch im Netzwerk Europäische Bewegung und der Gesellschaft für Geschichte des Brauwesens.

## Organisation

### Präsident
Dem Verband steht der Präsident vor. Seit Juni 2023 ist Christian Weber Präsident des Verbands. Er wurde anlässlich der Jahrestagung der deutschen Brauer am 22. Juni 2023 gewählt.
Präsidenten waren seit der ursprünglichen Gründung 1871:
- Johann Stein (1871–1873)[15]
- Friedrich Henrich (1876–1911)[15]
- Rudolf Funke (1911–1934)[15]
- Friedrich von Mildner (1911–1913)[15]
- Hans Humbser (1913–1926)[15]
- August Pschorr (1926–1934)[15]
- Hans Pfülf (1949–1963)[15]
- Felix Eckhardt (1949–1951)[15]
- Rudolf Luedtke (1951–1958)[15]
- Hans Sixtus (1958–1962)[15]
- Eduard Peschl (1963–1969)[15]
- Hans Koch (1969–1974)[15]
- Hans Sixtus (1970–1974)[15]
- Bernhard Bergdolt (1974–1976)
- Hans-Joachim Wulf (1974–1980)
- Klaus Asche (1981–1987)
- Dieter Soltmann (1987[16] -1990)
- Josef Hattig (1990–1993)
- Michael Dietzsch (1993–1999)
- Dieter Ammer (1999–2002)
- Richard Weber (2002–2008[17])
- Wolfgang Burgard (2008[17]-2011)[18]
- Hans-Georg Eils (2011–2017), seit 2017 ist Eils Ehrenpräsident des DBB[19]
- Jörg Lehmann (2017–2023)[20]
- Christian Weber (seit 2023)

### Präsidium
Das Präsidium unterstützt den Präsidenten bei der Führung des Verbands. Es besteht aus dem Präsidenten, den Vizepräsidenten, dem Schatzmeister und weiteren Mitgliedern. Die Wahl des Präsidiums erfolgt in dreijährigem Turnus durch die Delegiertenversammlung.
Das derzeitige Präsidium hat die folgenden Mitglieder:
- Christian Weber, Homburg/Saar (Präsident)
- Michael Hollmann, Korschenbroich (Vizepräsident)
- Mathias Keil, Kulmbach (Schatzmeister)
- Uwe Albershardt, Warstein
- Patrick Buse, Bremen
- Andreas Oster, Homburg/Saar
- Bernhard Schadeberg, Kreuztal
- Stefan Schmitz, Bitburg
- Georg Schneider, Kelheim
- Matthias Schürer, Karlsruhe
- Christian Schütz, Frankfurt/Main
- Karsten Uhlmann, Dresden

## Öffentlichkeitsarbeit

### Tag des Deutschen Bieres

Logo des Tag des deutschen Bieres

Im Jahr 1994 führte der Deutsche Brauer-Bund den Tag des deutschen Bieres als Aktionstag ein, der den Erlass der bayerischen Landesordnung im Jahr 1516 feiert. Der Tag des deutschen Bieres findet jährlich am 23. April statt, dem Jahrestag des Erlasses, und damit am selben Tag wie der Welttag des Buches.

### Botschafter des Bieres
Von 2002 bis 2011 ernannte der Verband am Tag des Deutschen Bieres, seit 2011 anlässlich des deutschen Brauertages im Juni des jeweiligen Jahres den oder die Botschafter des Bieres. Diese Auszeichnung erhalten Personen, die ein außergewöhnliches Engagement an den Tag gelegt haben. Dieses Engagement kann zum Beispiel ein energischer und beispielhafter Einsatz für das deutsche Bier sein oder besondere ehrenamtliche, berufliche, soziale oder politische Aktivitäten oder zukunftsweisende Initiativen.
- 2002: Manuel Andrack und Dieter Hundt
- 2003: Barbara Schöneberger und Wolfgang Clement
- 2004: Jessica Schwarz, Peter Müller und DBB-Präsident Richard Weber
- 2005: Norbert Blüm
- 2006: Peter Harry Carstensen
- 2007: Horst Seehofer
- 2008: Frank-Walter Steinmeier
- 2009: Ilse Aigner
- 2010: Volker Kauder
- 2011: Ina Müller und Volker Kauder
- 2012: Renate Sommer
- 2013: Peter Altmaier
- 2014: Sonya Kraus und Cem Özdemir
- 2015: Christian Schmidt
- 2016: Norbert Lammert[23]
- 2017: Winfried Kretschmann
- 2018: Julia Klöckner[24]
- 2019: Sigmar Gabriel[25]
- 2020 und 2021: keine Auszeichnungen
- 2022: Carsten Schneider
- 2023: Johannes Vogel
- 2024: Carsten Linnemann

### Präventionskampagne

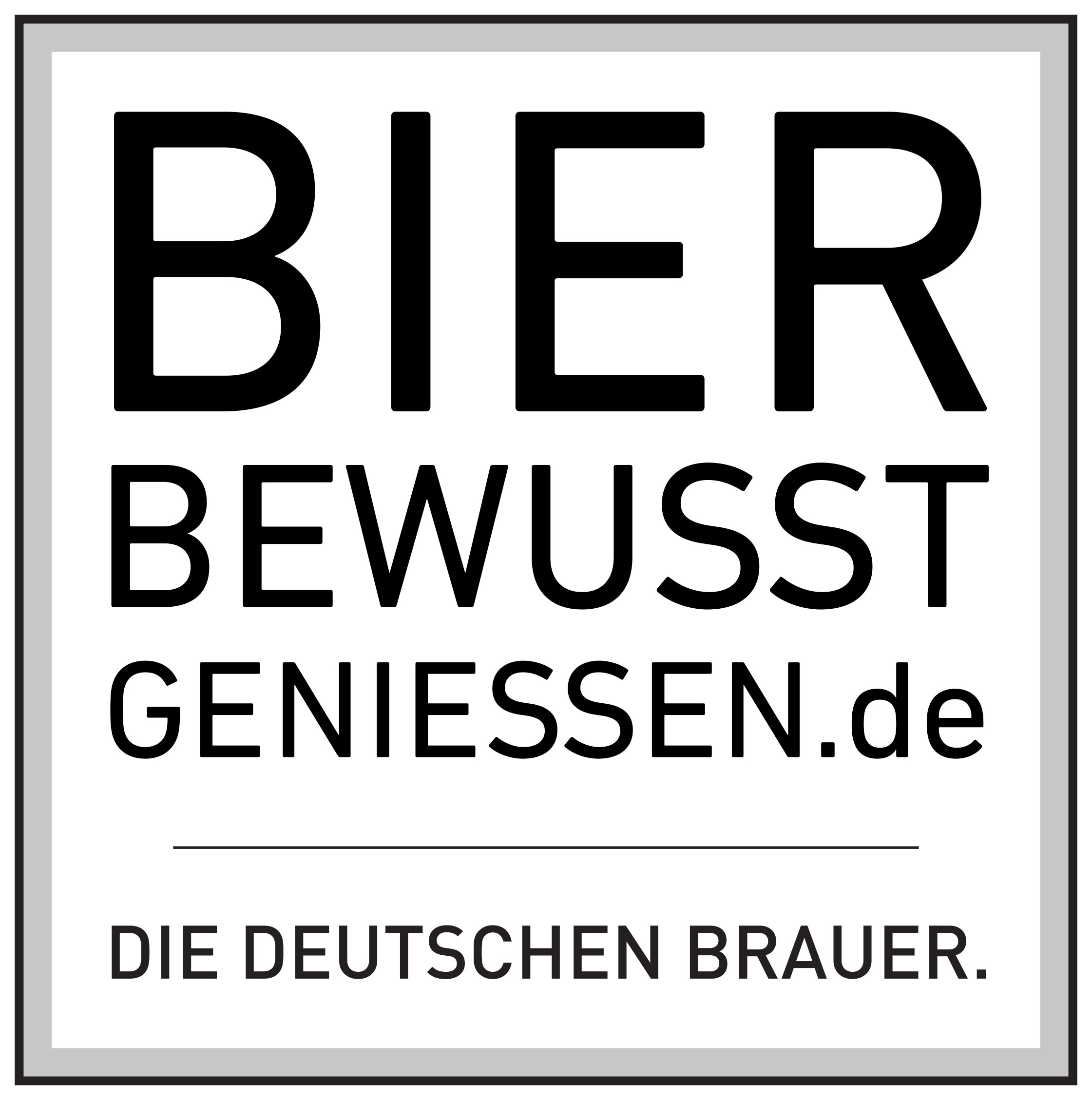
Logo der gleichnamigen Präventionskampagne der deutschen Brauer.

Der Deutsche Brauer-Bund und seine Mitglieder führen eine Präventionskampagne durch, die für einen verantwortungsvollen Alkoholkonsum wirbt.

## Sonstiges

### Gesundheitsbezogene Angaben
Das Landgericht Berlin hat dem Deutschen Brauer-Bund auf Klage der Verbraucherzentralen in einem Wettbewerbsprozess untersagt, im Rahmen geschäftlicher Handlungen mit positiven gesundheitsbezogenen Wirkungen von alkoholischen Getränken zu werben. Unter Hinweis auf entsprechende Darstellungen auf der Internetseite des Brauer-Bundes hat das Gericht dem Brauer-Bund unter anderem verboten, die schönheitsfördernde Wirkung von Bier hervorzuheben, auf seine Vorbeugeeffekte gegen Herzerkrankungen, Gallen- und Harnstein sowie Osteoporose hinzuweisen und die Herabsetzung des Demenz- und Diabetesrisikos durch Alkoholgenuss anzupreisen. Die beanstandete Werbung, so das Landgericht, sei mit den Regeln einer europarechtlichen Verordnung über nährwert- und gesundheitsbezogene Angaben für Lebensmittel nicht vereinbar. Der Deutsche Brauer-Bund hat gegen das Urteil Berufung eingelegt, da nach seinem Dafürhalten die Hinweise auf die positiven gesundheitlichen Wirkungen eines maßvollen Bierkonsums nicht als Werbung zu verstehen sind, sondern als eine reine Information.

### Kein Weltkulturerbe
Seit Dezember 2012 setzte sich der Deutsche Brauer-Bund für die Eintragung des Reinheitsgebotes als Weltkulturerbe ein. Der Antrag hierfür wurde vom Bayerischer Brauerbund beim Bayerischen Staatsministerium für Bildung und Kultus, Wissenschaft und Kunst mit den entsprechenden Gutachten eingereicht. Der Antrag wurde jedoch abgelehnt, da die Jury den Eindruck gewann, dass die Bierproduktion in Deutschland inzwischen sehr industriell geprägt sei.